# NGC 6717
NGC 6717 је збијено звездано јато у сазвежђу Стрелац које се налази на NGC листи објеката дубоког неба.
Деклинација објекта је - 22° 42' 1" а ректасцензија 18h 55m 6,2s. Привидна величина (магнитуда) објекта NGC 6717 износи 8,4. NGC 6717 је још познат и под ознакама Pal 9, GCL 105, ESO 523-SC14.